# Екологічна інформація
Інформа́ція про стан навко́лишнього приро́дного середо́вища (екологічна інформація) за визначенням закону України «Про охорону навколишнього природного середовища» — це будь-яка інформація в письмовій, аудіовізуальній, електронній чи іншій матеріальній формі про:
- стан навколишнього природного середовища чи його об'єктів — землі, вод, надр, атмосферного повітря, рослинного і тваринного світу та рівні їх забруднення;
- біологічне різноманіття і його компоненти, включаючи генетично видозмінені організми та їх взаємодію із об'єктами навколишнього природного середовища;
- джерела, фактори, матеріали, речовини, продукцію, енергію, фізичні фактори (шум, вібрацію, електромагнітне випромінювання, радіацію), які впливають або можуть вплинути на стан навколишнього природного середовища та здоров'я людей;
- загрозу виникнення і причини надзвичайних екологічних ситуацій, результати ліквідації цих явищ, рекомендації щодо заходів, спрямованих на зменшення їх негативного впливу на природні об'єкти та здоров'я людей;
- екологічні прогнози, плани і програми, заходи, в тому числі адміністративні, державну екологічну політику, законодавство про охорону навколишнього природного середовища;
- витрати, пов'язані із здійсненням природоохоронних заходів за рахунок фондів охорони навколишнього природного середовища, інших джерел фінансування, економічний аналіз, проведений у процесі прийняття рішень з питань, що стосуються довкілля.

Основними джерелами такої інформації є дані моніторингу довкілля, кадастрів природних ресурсів, реєстри, автоматизовані бази даних, архіви, а також довідки, що видаються уповноваженими на те органами державної влади, органами місцевого самоврядування, громадськими організаціями, окремими посадовими особами.
Доступу до екологічної інформації та суміжним питанням присвячена Оргуська конвенція.